# ذرة (ميزان)
الذَّرة لغة: الذر صغار النمل: والواحدة ذرة.
- والذُرُ النسل.
- والذُّرية على وزن فعلية وهم الصغار.
- كما تطلق على شعاع الشمس المار عبر النافذة.

مقدار الذّرة:
مائة ذرة تساوي وزن حبة شعير.
وقدّرها بعضهم ب.23/1000000 أي 0.00000023 غرام.

## المصدر
علي جمعة المكاييل والموازين الشرعية.